# Чентонара (Болоња)
Чентонара (итал. Centonara) је насеље у Италији у округу Болоња, региону Емилија-Ромања.
Према процени из 2011. у насељу је живело 55 становника. Насеље се налази на надморској висини од 13 м.